# Ryan Kennedy
Ryan Kennedy (Winnipeg, Manitoba; 6 de diciembre de 1982) es un actor y modelo canadiense, más conocido por su papel de "Travis Hollier" en la serie de televisión Whistler (2006) y como "Jake Harrow" en la serie de televisión Hellcats (2010).
Se graduó en la Academia Cristiana Springs en Winnipeg, Manitoba. Él tiene un hermano menor llamado Adam Kennedy.

## Filmografía
| Año  | Título                                        | Rol                            |
| ---- | --------------------------------------------- | ------------------------------ |
| 1996 | Jack                                          | George at 18                   |
| 1996 | Scream                                        | Ghost Teen #2                  |
| 2002 | Abandon                                       | Trip Hop Inferno-Tortured Soul |
| 2003 | More Than Meets the Eye: The Joan Brock Story | Med Student                    |
| 2004 | Day of Destruction                            | Eric                           |
| 2004 | While I Was Gone                              | Duncan                         |
| 2006 | A Little Thing Called Murder                  | Randy Bates                    |
| 2006 | Just A Phase                                  | Graham                         |
| 2006 | Shock to the System                           | Walter                         |
| 2006 | The Invisible                                 | Matty                          |
| 2007 | Taming Tammy                                  | Tristan                        |
| 2008 | Poison Ivy: The Secret Society                | Blake Graves                   |
| 2008 | Storm Cell                                    | Ryan                           |
| 2008 | Chasing the White Dragon                      | Ethan                          |
| 2009 | Ice Twisters                                  | Gary                           |
| 2009 | The Break-Up Artist                           | Mike                           |
| 2010 | Hybrid                                        | Bobby                          |
| 2010 | The Bend                                      | Mike Campbell                  |
| 2013 | El abrazo del vampiro                         | Chris                          |
| 2016 | Twist of Fate                                 | Jeff                           |

| Año  | Título                | Rol                                           | Notas                              |
| ---- | --------------------- | --------------------------------------------- | ---------------------------------- |
| 2006 | Whistler              | Travis Hollier                                | Papel recurrente                   |
| 2006 | Blade: The Series     | Cain                                          | episodios 2 y 3                    |
| 2007 | Hallmark Hall of Fame | Josh Murakami                                 | Crossroads: A story of forgiveness |
| 2007 | About A Girl          | Dan Gogebic                                   | episodios 5 y 6                    |
| 2007 | E-Talk Daily          | Himself                                       |                                    |
| 2008 | Ogre                  | Mike                                          | telefilme                          |
| 2009 | V                     | David                                         | episodio 4                         |
| 2009 | Flashpoint            | Justin Fraser                                 | episodio 6: "Remote Control"       |
| 2009 | Smallville            | Rokk (Cosmic Boy from Legion of Super Heroes) | episodio: "Doomsday and Legion"    |
| 2009 | Psych                 | Garvin                                        | episodio 2: "He Dead"              |
| 2009 | Stargate Universe     | Dr. Williams                                  | episodio: "Earth"                  |
| 2009 | Trauma                | Terry Banner                                  | episodio 1 y 3                     |
| 2009 | Sanctuary             | Darren Wilson                                 | episodio 10: "Sleepers"            |
| 2010 | Hellcats              | Jake Harrow                                   | 6 episodios                        |
| 2010 | Caprica               | Odin Sinclair                                 | 5 episodios                        |
| 2013 | Nearlyweds            | David                                         | Television film                    |